# Tổng giáo phận Berlin

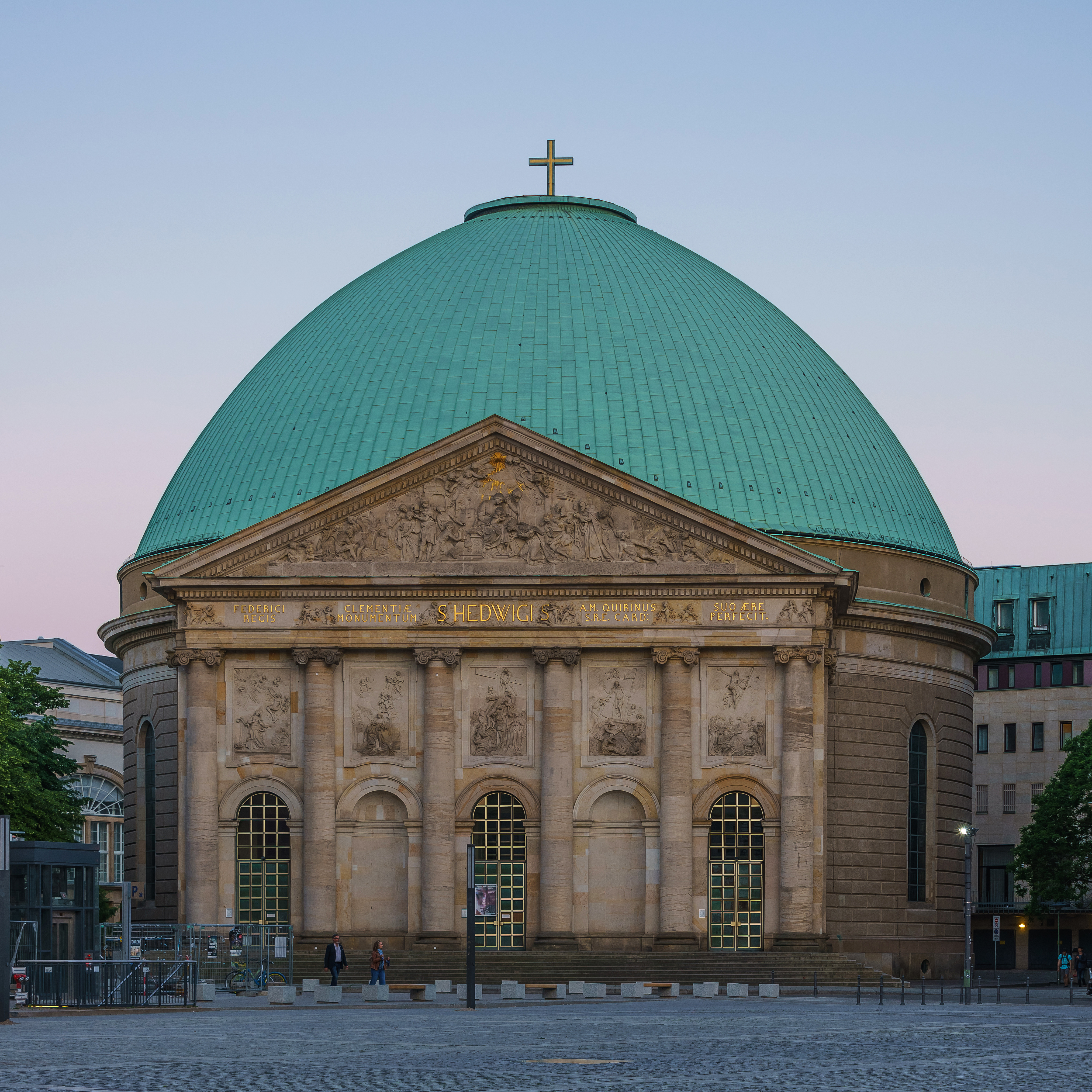
St. Nhà thờ của Hedwig

Tổng giáo phận Berlin là một Công giáo La Mã tổng giáo phận, đóng ở Berlin và bao phủ phía đông bắc nước Đức.
Tính đến năm 2004, tổng giáo phận có 386.279 người Công giáo ra khỏi dân số Berlin, hầu hết Brandenburg (ngoại trừ góc đông nam của nó, lịch sử Lower Lusatia) và Hither Pomerania, i. phần tiếng Đức của Pomerania. Điều này có nghĩa là hơn 6% dân số trong khu vực này là Công giáo La Mã. Có 122 giáo xứ trong tổng giáo phận.
Đức Tổng Giám mục hiện tại là Đức Tổng Giám mục Heiner Koch, trước đây là Giám mục của Dresden, được Đức Giáo hoàng Phanxicô bổ nhiệm vào Thứ Hai, ngày 8 tháng 6 năm 2015, để thay thế Đức Tổng Giám mục, Hồng y Rainer Maria Woelki, người trước đó được đặt tên là Tổng Giám mục của Đức (Köln) của Giáo hoàng Francis.

## Lịch sử
Các vấn đề của Giáo hội Công giáo La Mã ở Vương quốc Phổ đã được tổ chức lại bởi Bull "De salute animarum", ban hành vào năm 1821. Trước các Tỉnh của Phổ Brandenburg và Pomerania là một phần của Tông đồ Vicariate của các nhiệm vụ phương Bắc sau Cải cách trong Duchy of Pomerania năm 1534 và trong Bầu cử Brandenburg vào năm 1539 và việc chuyển đổi phần lớn cư dân đã biến khu vực này thành một cộng đồng người Công giáo.